# Echinodorus tunicatus
Echinodorus tunicatus är en svaltingväxtart som beskrevs av John Kunkel Small. Echinodorus tunicatus ingår i släktet Echinodorus och familjen svaltingväxter. Inga underarter finns listade.